# 喬子女王
喬子女王（たかこじょおう、寛政7年6月14日（1795年7月29日） - 天保11年1月16日（1840年2月18日））は、江戸幕府第12代将軍・徳川家慶の正室（御台所）。第15代将軍・徳川慶喜の伯母にあたる。幼称は楽宮（さざのみや）、院号は浄観院（じょうかんいん）。

## 来歴
有栖川宮織仁親王の第6王女。母は側室の高木敦子（通称・常盤木、織仁親王の薨後は落飾して常信院）。兄に有栖川宮韶仁親王・梶井宮承眞法親王・輪王寺宮舜仁入道親王・知恩院宮尊超入道親王など、妹に吉子女王（貞芳院、水戸藩主・徳川斉昭御簾中、15代将軍徳川慶喜母）などがいる。
享和3年9月3日（1803年10月18日）に家慶と婚約が治定、翌文化元年9月3日（1804年10月6日）、幕府の希望により喬子女王は数え10歳で江戸へ下向し、以後婚儀までの5年間を江戸城西ノ丸で過ごす。文化6年12月1日（1810年1月6日）、正式に家慶と婚姻、御簾中と称された。文化10年10月30日（1813年11月22日）に長男・竹千代、文化12年2月7日（1815年3月17日）に次女・儔姫、文化13年10月23日（1816年12月11日）に三女・最玄院を生むが、いずれも夭折した。
文政5年3月1日（1822年4月22日）に従三位に叙せられる。天保8年4月2日（1837年5月6日）、家慶の将軍襲職により本丸大奥に移り、御台所と称した。
天保11年1月16日、46歳で薨去。公には1月24日薨去と発表された。戒名は浄観院殿慈門妙信大姉。寛永寺に葬られたほか、故郷である京都の一心院に遺髪塔が建てられた。同年2月27日（1840年3月30日）に従二位、弘化2年6月3日（1845年7月7日）に従一位が追贈された。

## 発掘調査
2008年6月9日、谷中霊園内にある寛永寺徳川家墓所が改葬されるにあたり、近世墓所調査団の坂詰秀一名誉団長らが発掘調査を行った。その結果、国内最大の墓誌（縦横2.9メートル、厚さ28センチ、重量5.3トン、15行189文字を刻印）や、木製フレームの眼鏡などの副葬品が出土した。
遺骨から推定される身長は146センチで、江戸時代の庶民女性の平均身長144センチより高い。

## 参考資料
- 高松宮蔵版『織仁親王行実』（1938年）